# 川東駅 (福島県)
川東駅（かわひがしえき）は、福島県須賀川市小作田（こさくだ）字西舘（にしたて）にある、東日本旅客鉄道（JR東日本）水郡線の駅である。

## 歴史
- 1931年（昭和6年）10月30日：水郡北線の終着駅として開業[1]。
- 1934年（昭和9年）12月4日：磐城棚倉 - 川東間の開通により、水郡線が全通[2]。
- 1983年（昭和58年）6月1日：水郡線のCTC化により、無人化[3]。荷物の扱いを廃止[4]。行き違い設備は存続し、駅舎内でボランティア団体に乗車券発売を委託した簡易委託駅となる[5]。
- 1987年（昭和62年）4月1日：国鉄分割民営化により、JR東日本の駅となる[1]。
- 時期不明：簡易委託を解除し、完全無人化。
- 2014年（平成26年）10月26日：2番線の使用を中止。
- 2019年（令和元年）12月：改築のため、駅舎を解体[6]。
- 2020年（令和2年）3月24日：新駅舎が完成[7]。

## 駅構造
単式ホーム1面1線を有する地上駅である。かつては相対式ホーム2面2線であったが、旧2番線の線路および跨線橋は撤去された。
水郡線統括センター（常陸大子駅）管理の無人駅である。2018年（平成30年）にトイレがリニューアルし、蔵を思わせる建物になった。また、2020年（令和2年）には、駅舎がリニューアルされた。

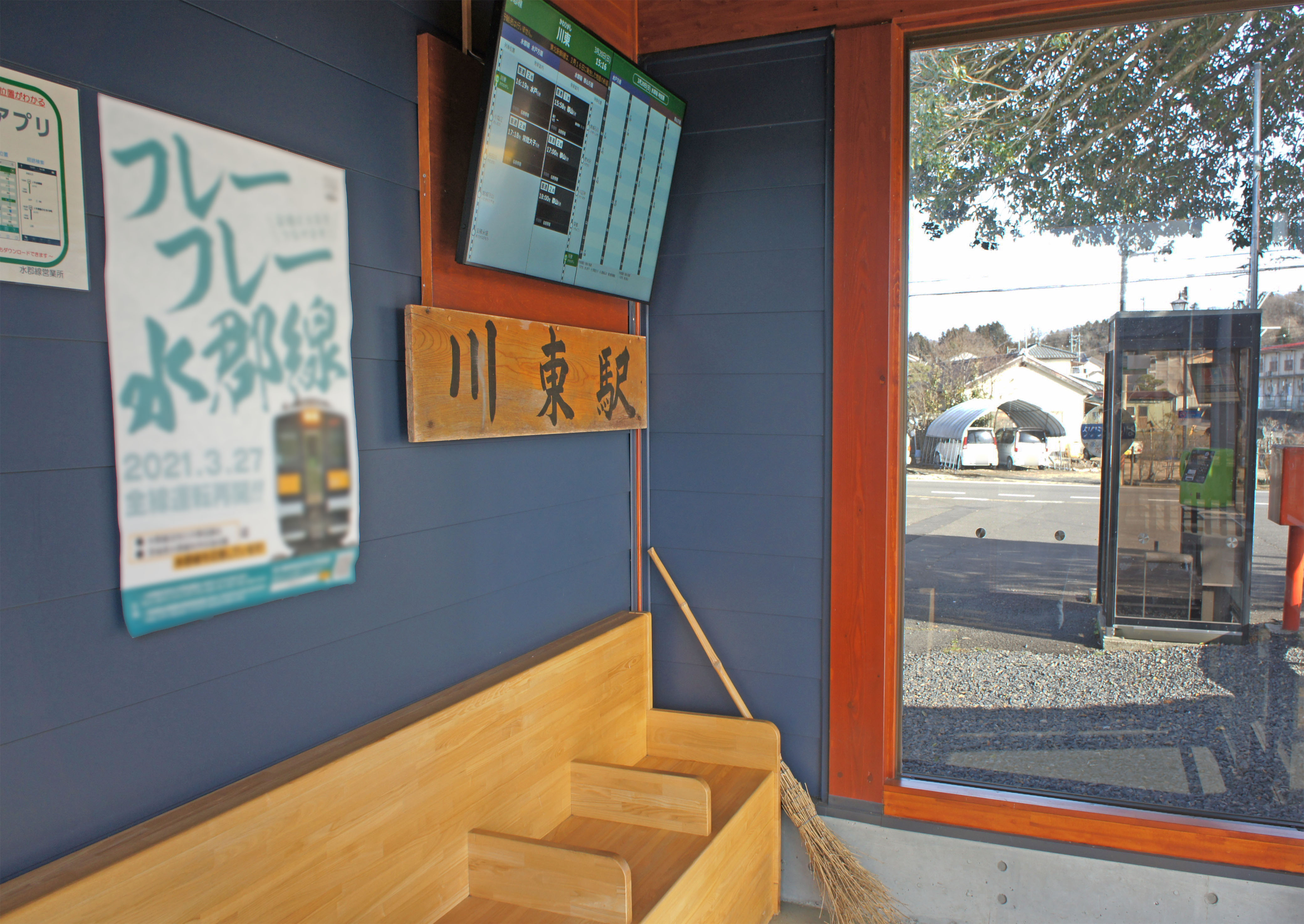
待合室（2022年3月）
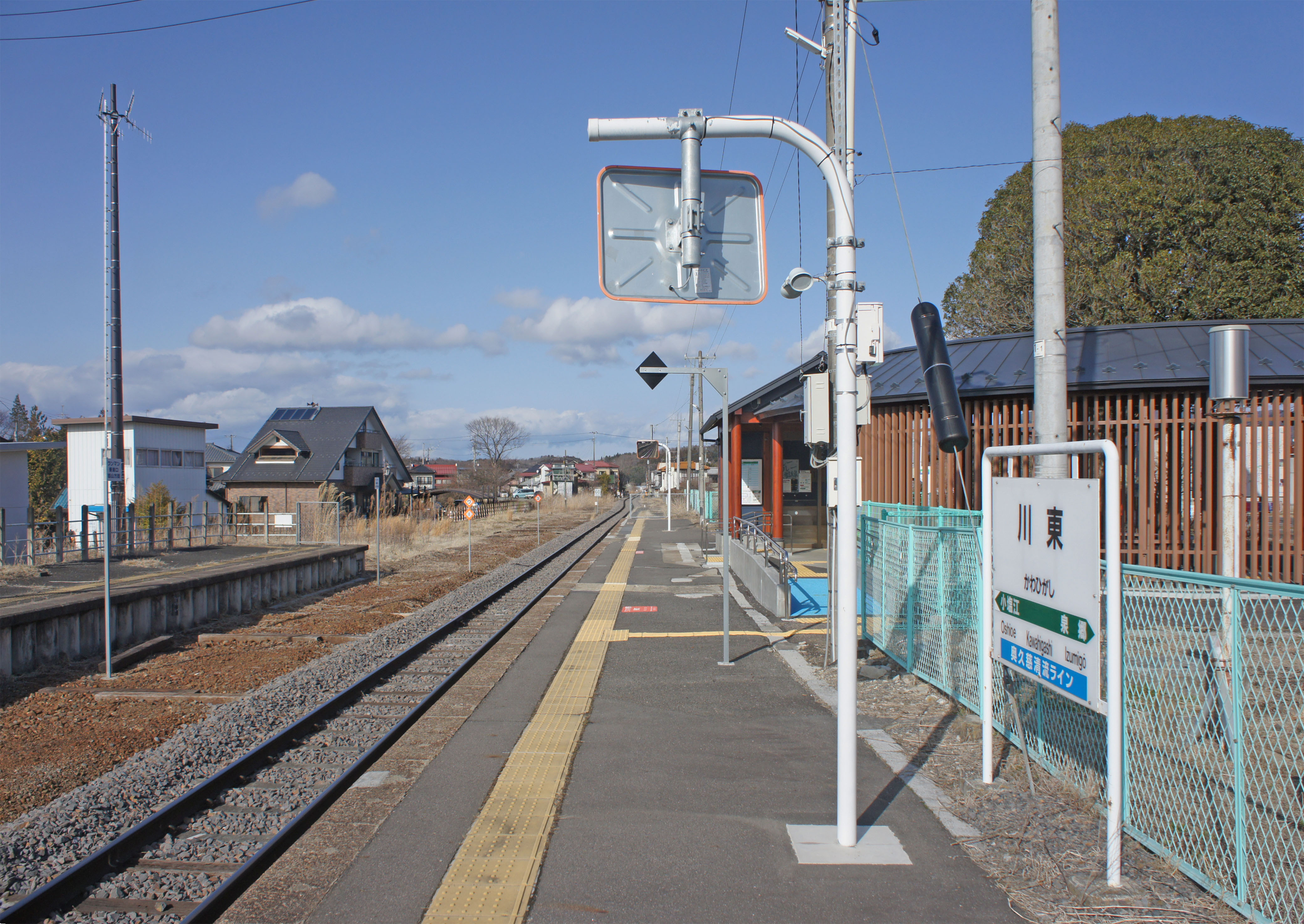
棒線化後のホーム（2022年3月）
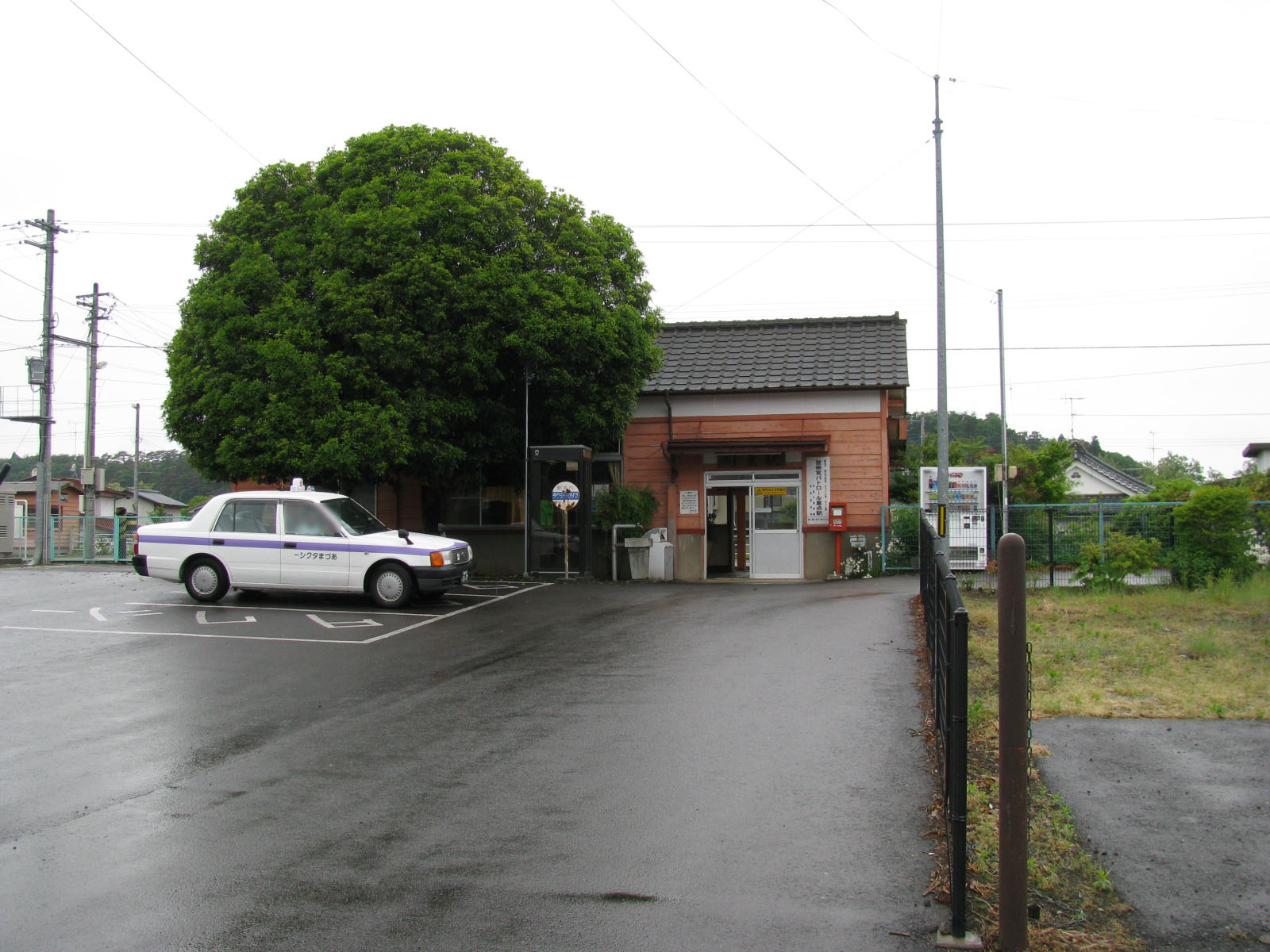
旧駅舎（2008年5月）
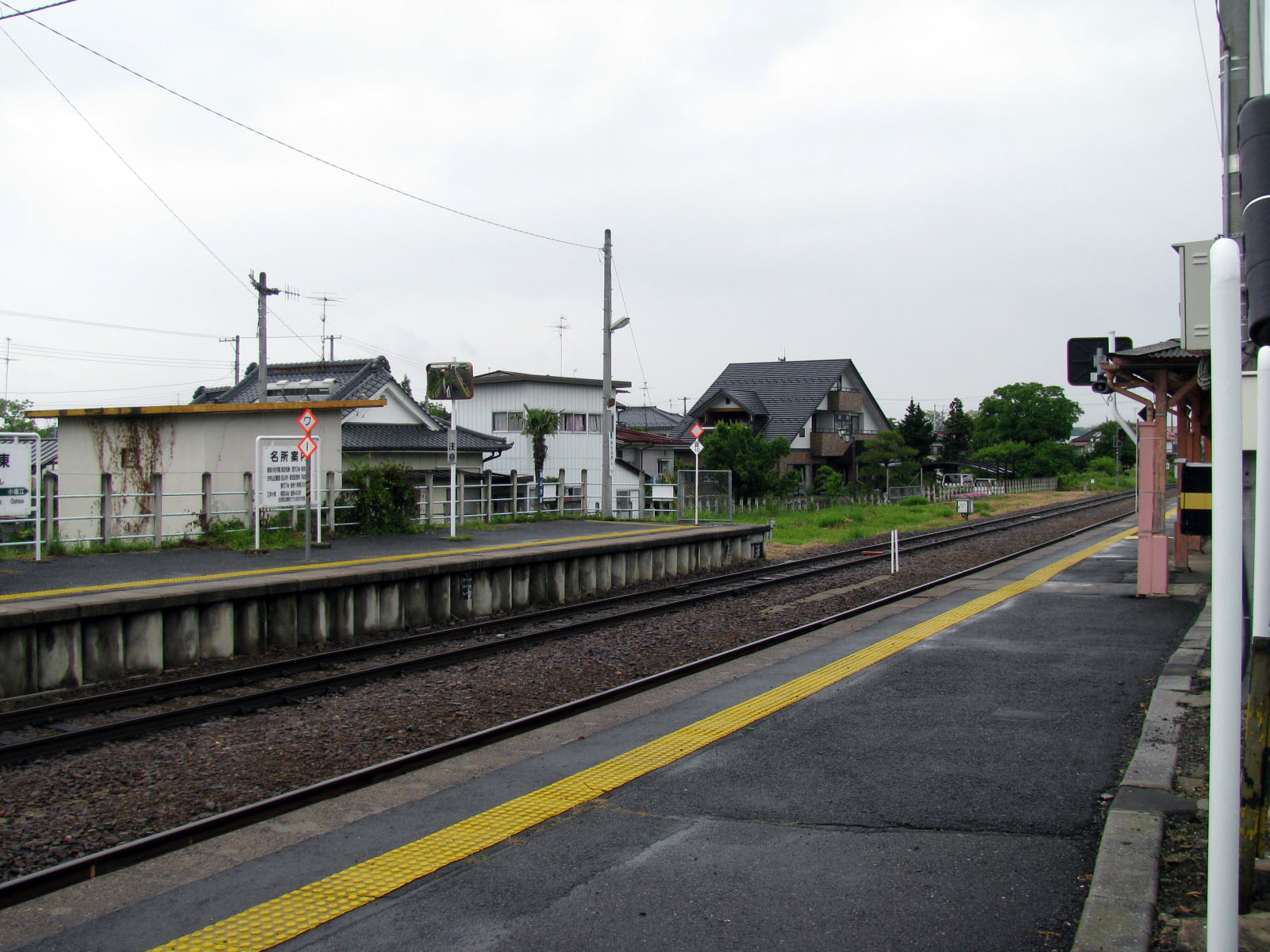
2面2線時代のホーム（2008年5月）

## 利用状況
JR東日本および「福島県統計年鑑」によると、2001年度（平成13年度）- 2015年度（平成27年度）の1日平均乗車人員の推移は以下のとおりであった。
| 1日平均乗車人員推移 | 1日平均乗車人員推移 | 1日平均乗車人員推移 | 1日平均乗車人員推移 | 1日平均乗車人員推移 |
| 年度                | 定期外              | 定期                | 合計                | 出典                |
| ------------------- | ------------------- | ------------------- | ------------------- | ------------------- |
| 2001年（平成13年）  |                     |                     | 108                 | [ 利用客数 1 ]      |
| 2002年（平成14年）  |                     |                     | 98                  | [ 利用客数 2 ]      |
| 2003年（平成15年）  |                     |                     | 104                 | [ 利用客数 3 ]      |
| 2004年（平成16年）  |                     |                     | 108                 | [ 利用客数 4 ]      |
| 2005年（平成17年）  |                     |                     | 102                 | [ 利用客数 5 ]      |
| 2006年（平成18年）  |                     |                     | 87                  | [ 利用客数 6 ]      |
| 2007年（平成19年）  |                     |                     | 79                  | [ 利用客数 7 ]      |
| 2008年（平成20年）  |                     |                     | 86                  | [ 利用客数 8 ]      |
| 2009年（平成21年）  |                     |                     | 75                  | [ 利用客数 9 ]      |
| 2010年（平成22年）  |                     |                     | 68                  | [ 利用客数 10 ]     |
| 2011年（平成23年）  |                     |                     | 61                  | [ 利用客数 11 ]     |
| 2012年（平成24年）  | 8                   | 61                  | 70                  | [ 利用客数 12 ]     |
| 2013年（平成25年）  | 8                   | 62                  | 70                  | [ 利用客数 13 ]     |
| 2014年（平成26年）  | 7                   | 63                  | 71                  | [ 利用客数 14 ]     |
| 2015年（平成27年）  |                     |                     | 68                  | [ 利用客数 15 ]     |

## 駅周辺

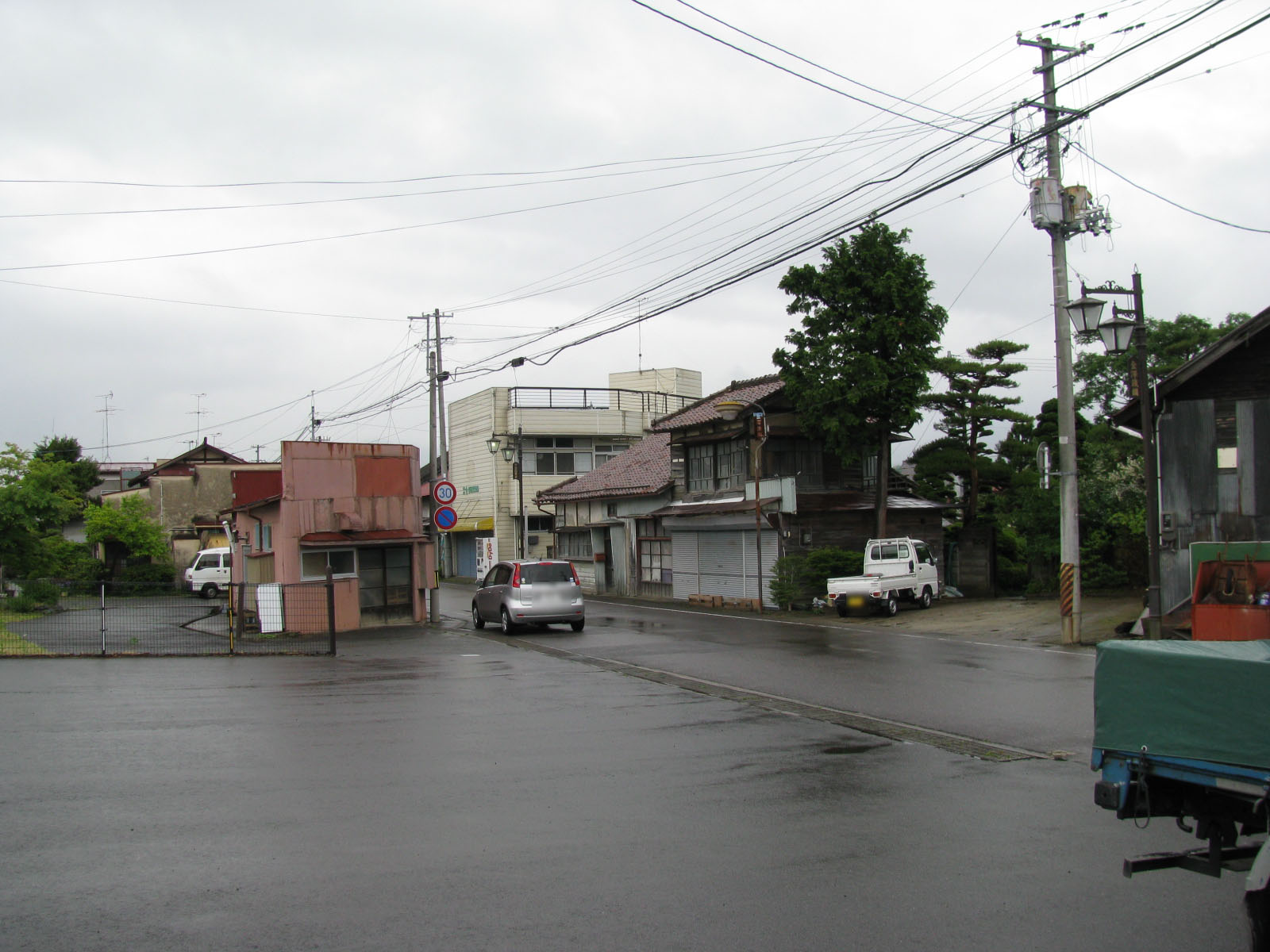
駅前

- 福島県道138号母畑須賀川線
- 福島県道180号川東停車場線
- 和田の大仏
- 須賀川牡丹園
- 阿武隈川
- 須賀川市役所 大東出張所
- 川東郵便局
- 小作田公園
- 福島交通「川東」停留所

## 隣の駅
東日本旅客鉄道（JR東日本）
■水郡線
泉郷駅 - 川東駅 - 小塩江駅

### 記事本文
1. 1 2 3  石野哲（編）『停車場変遷大事典 国鉄・JR編 Ⅱ』（初版）JTB、1998年10月1日、443頁。ISBN 978-4-533-02980-6。
2. ↑  佐久間一輝「SL：水郡線に「C61形」 全線開通80周年記念 12月5～7日に水戸−常陸大子駅間運行」『毎日新聞』毎日新聞社、2014年7月19日。
3. ↑  「「通報」●水郡線常陸青柳駅ほか13駅の駅員無配置について（旅客局）」『鉄道公報』日本国有鉄道総裁室文書課、1983年6月1日、2面。
4. ↑  「日本国有鉄道公示第35号」『官報』第16896号1983年6月1日。
5. 1 2  『週刊 JR全駅・全車両基地』 42号 水戸駅・常陸太田駅・高萩駅ほか74駅、朝日新聞出版〈週刊朝日百科〉、2013年6月9日、27頁。
6. ↑  “ふるさとの遺産 No.307”.   須賀川市. p. 16 (2020年3月1日). 2023年2月25日時点のオリジナルよりアーカイブ。2023年2月25日閲覧。
7. ↑  “2020年の主な出来事” (PDF).   須賀川市. p. 5 (2020年12月1日). 2023年2月25日時点のオリジナルよりアーカイブ。2023年2月25日閲覧。

### 利用状況
1. ↑  “各駅の乗車人員（2001年度）”.   東日本旅客鉄道. 2019年3月1日閲覧。
2. ↑  “各駅の乗車人員（2002年度）”.   東日本旅客鉄道. 2019年3月1日閲覧。
3. ↑  “各駅の乗車人員（2003年度）”.   東日本旅客鉄道. 2019年3月1日閲覧。
4. ↑  “各駅の乗車人員（2004年度）”.   東日本旅客鉄道. 2019年3月1日閲覧。
5. ↑  “各駅の乗車人員（2005年度）”.   東日本旅客鉄道. 2019年3月1日閲覧。
6. ↑  “各駅の乗車人員（2006年度）”.   東日本旅客鉄道. 2019年3月1日閲覧。
7. ↑  “各駅の乗車人員（2007年度）”.   東日本旅客鉄道. 2019年3月1日閲覧。
8. ↑  “各駅の乗車人員（2008年度）”.   東日本旅客鉄道. 2019年3月1日閲覧。
9. ↑  “各駅の乗車人員（2009年度）”.   東日本旅客鉄道. 2019年3月1日閲覧。
10. ↑  “各駅の乗車人員（2010年度）”.   東日本旅客鉄道. 2019年3月1日閲覧。
11. ↑  “各駅の乗車人員（2011年度）”.   東日本旅客鉄道. 2019年3月1日閲覧。
12. ↑  “各駅の乗車人員（2012年度）”.   東日本旅客鉄道. 2019年3月1日閲覧。
13. ↑  “各駅の乗車人員（2013年度）”.   東日本旅客鉄道. 2019年3月1日閲覧。
14. ↑  “各駅の乗車人員（2014年度）”.   東日本旅客鉄道. 2019年3月1日閲覧。
15. ↑  “97 鉄道輸送状況” (Excel). 第131回 福島県統計年鑑.   福島県 (2017年4月27日). 2024年11月20日閲覧。